# Susuacanga rotundipenne
Susuacanga rotundipenne là một loài bọ cánh cứng trong họ Cerambycidae.